# Sven Larsson Sölfverberg
Sven Larsson Sölfverberg (före adlandet Brun), född 12 april 1653 i Nyköping, död 7 augusti 1727 i Stockholm, var en svensk mekaniker.

## Biografi

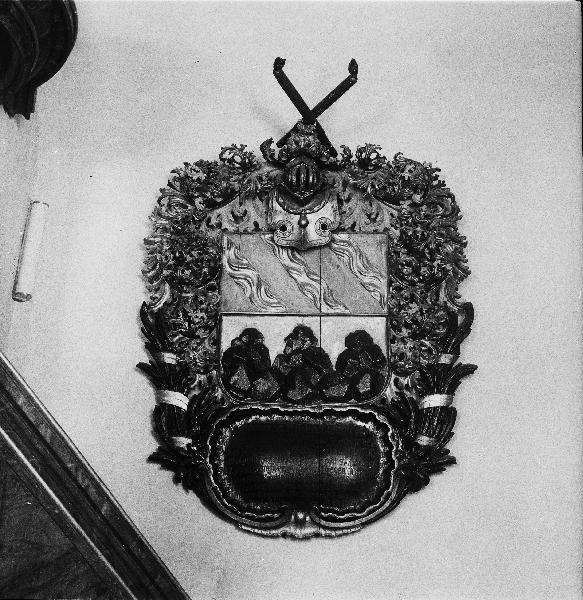
Huvudbanér i Rö kyrka för Sven Larsson Sölfverberg (1653-1727) och hans söner Sven (1690-1715) och Peter (1694-1732).

Han studerade styckgjutarkonsten i Norge och Danmark samt begav sig därefter till England, där han bland annat uppfann en egen behandlingsmetod för gjutstyckens temperering. Efter att även med utmärkelse ha tjänat vid holländska armén, där han införde bruket av bleckpontoner för hastig broslagning, kallades han av Ludvig XIV till Frankrike för att utföra vattenledningar och andra ingenjörsarbeten.
På Karl XIs uppmaning återvände han till Sverige, där han 1683 utnämndes till kaptenmekanikus vid Fortifikationen och adlades 1687 med namnet Sölfverberg. Sven Larsson Sölfverberg var verksam inom flera grenar, särskilt inom bergsmekaniken, och fick 1684 privilegium på vattenkonsters inrättande i Bergslagen. Han tjänstgjorde vid Fortifikationen intill 1721, då han tog avsked med överstelöjtnants titel.